# Jan Antochowski
Jan Józef Antochowski (ur. 19 marca 1953 w Białogardzie) – polski polityk i samorządowiec, poseł na Sejm IV kadencji.

## Życiorys
W 1981 ukończył studia na Wydziale Rolniczym Akademii Rolniczo-Technicznej w Olsztynie. Był działaczem Związku Młodzieży Wiejskiej i Związku Socjalistycznej Młodzieży Polskiej. Od 1973 do rozwiązania należał do Polskiej Zjednoczonej Partii Robotniczej. W latach 1979–1990 pełnił funkcję I sekretarza Komitetu Gminnego PZPR w Ostródzie.
W latach 1976–1998 był radnym gminy Ostróda, od 1987 do 1990 pełnił urząd naczelnika tej gminy, a w latach 1990–1998 zajmował stanowisko wójta Ostródy (w 1996 zdobył tytuł „Wójta Roku”). Od 1999 do 2001 sprawował funkcję starosty powiatu ostródzkiego.
Członek Sojuszu Lewicy Demokratycznej. W wyborach parlamentarnych w 2001 uzyskał mandat poselski w okręgu elbląskim (otrzymując 8312 głosów). Zasiadał w Komisji Gospodarki. W wyborach parlamentarnych w 2005 bez powodzenia ubiegał się o reelekcję. W wyborach samorządowych w 2014 i 2018 kandydował do sejmiku warmińsko-mazurskiego. W 2024 wystartował natomiast do rady powiatu ostródzkiego.

## Odznaczenia
W 1997 prezydent Aleksander Kwaśniewski odznaczył go Krzyżem Kawalerskim Orderu Odrodzenia Polski.